# La máquina de copiar gente
La máquina de copiar gente es una historieta de 1978 del dibujante de cómics español Francisco Ibáñez protagonizada por Mortadelo y Filemón.

## Sinopsis
Han robado el último invento del profesor Bacterio, La máquina de copiar gente. Esta máquina sirve para copiar personas con una personalidad distinta. Por un lado se introduce una fotografía de la persona que se desea copiar y por otro se introduce el encefalograma con la clase de mentalidad que se desea. El resultado es una copia exacta del sujeto pero con una mentalidad distinta.
Mortadelo y Filemón serán los encargados de recuperar el invento robado y evitar que las copias de personas hechas por el ladrón cometan delitos.

## En otros medios
- En la película realizada con actores de carne y hueso La gran aventura de Mortadelo y Filemón, aparece la máquina.[2]
- Ha sido adaptado al completo en el episodio de la serie de televisión sobre los personajes.[3]